# Каско, Мильтон
Ми́льтон О́скар Ка́ско (исп. Milton Óscar Casco; родился 11 апреля 1988, Мария-Гранде, провинция Энтре-Риос) — аргентинский футболист, защитник клуба «Ривер Плейт». Выступал за сборную Аргентины.

## Клубная карьера
Каско начал карьеру в клубе «Химнасия» (Ла-Плата). 13 июня 2009 года в матче против «Колона» он дебютировал в аргентинской Примере. В 2012 году Мильтон вместе с клубом вылетели в Примеру B.
Летом того же года Каско перешёл в «Ньюэллс Олд Бойз». Сумма трансфера составила 500 тыс. долларов. 21 августа в поединке против «Сан-Мартин Сан-Хуан» он дебютировал за новую команду. 28 апреля 2013 года в матче против «Расинга» из Авельянеды Мильтон забил свой первый гол за клуб. В том же году Каско стал чемпионом Аргентины. В Кубке Либертадорес он забил голы в ворота земляков из «Велес Сарсфилд» и парагвайской «Олимпии». Через год в поединке Кубка Либертадорес против колумбийского «Атлетико Насьональ» Мильтон отличился вновь.
Летом 2015 года Каско перешёл в «Ривер Плейт». Сумма трансфера составила 2,5 млн евро. 13 сентября в матче против «Бока Хуниорс» он дебютировал за новый клуб. 9 апреля 2016 года в поединке против «Атлетико Сармиенто» Мильтон забил свой первый гол за «Ривер».

## Международная карьера
7 июля 2015 года в товарищеском матче против сборной Боливии Мильтон дебютировал за сборную Аргентины, заменив во втором тайме Факундо Ронкалью. В том же году Каско стал финалистом Кубка Америке в Чили. На турнире он был запасным и на поле не вышел.
Летом 2019 года Каско принял участие в Кубке Америки 2019 в Бразилии. На турнире он сыграл против сборной Парагвая.

## Достижения
- Чемпион Аргентины (1): Финаль 2013
- Обладатель Кубка Аргентины (2): 2015/16, 2016/17
- Обладатель Суперкубка Аргентины (1): 2018
- Обладатель Кубка Либертадорес (1): 2018
- Финалист Кубка Либертадорес (1): 2019
- Обладатель Рекопы Южной Америки (2): 2016, 2019
- Финалист Кубка Америки (1): 2015